# Александр Мюллер
Карл Александр Мюллер (нім. Karl Alexander Müller; 20 квітня 1927, Базель, Швейцарія — 9 січня 2023) — швейцарський фізик, лауреат Нобелівської премії з фізики в 1987 р. спільно з Георгом Беднорцем, «за важливий прорив у фізиці, що виразився у відкритті надпровідності в керамічних матеріалах».

## Біографія
Мюллер отримав ступінь доктора в 1958 р. в Вищій технічній школі Цюриха. Починаючи з 1963 р. , проводив дослідження з фізиці твердого тіла у дослідницькій лабораторії фірми IBM в Цюриху. Очолював там фізичний відділ і в 1982 р. став членом IBM.
Будучи фахівцем з оксидним керамічним сполукам, Мюллер приступив на початку 1980-х років до пошуків речовин, здатних до надпровідності при більш високих температурах, ніж були досягнуті доти. Найвища відома температура переходу в надпровідний стан дорівнювала в той час 23°К (-250°C). У 1983 р. Мюллер взяв на роботу Беднорца, щоб провести систематичне дослідження різних оксидів на надпровідність. У 1986 р. їм вдалося виявити надпровідність в нещодавно створеному баріє-лантано-мідному оксиді при температурі 35°К (-238 °C). Слідом за їх дослідженнями по всьому світу пішла хвиля експериментів з використанням оксидів і протягом одного року були виявлені речовини, що переходять в надпровідний стан при температурах близько 100°К (-173 °C).
Дослідження, що пішли за роботою Мюллера і Беднорца, показали можливість застосування надпровідності для виробництва і передачі електроенергії, що обіцяє велику економічну вигоду.